# Вінцингероде Фердінанд Федорович
Вінцингероде Фердінанд Федорович (нім. Ferdinand von Wintzingerode; 15 лютого 1770, Аллендорф, Гессен — 16 червня 1818, Вісбаден) — барон, російський військовик, генерал від кавалерії (1813), генерал-ад'ютант (1802), учасник Італійського походу Суворова (1799), війн проти Наполеона I Бонапарта (1805–1807, 1809), Вітчизняної війни 1812 року і закордонних походів 1813—1814 років.

## Біографія
Родом із Гессена, що входив до складу Вестфальського королівства. Фердинанд Вінцингероде походив з гессенських дворян. Службу розпочав у гессенській та австрійській арміях, але в 1797 році перейшов на російську службу. У 1798 році був призначений ад'ютантом до великого князя Костянтина Павловича. Брав участь в італійській кампанії 1799 року і вже в 1802 році був призведений в звання генерал-ад'ютанта. Під час війни 1805 року він був посланий Кутузовим для переговорів з Мюратом. Завдяки цим переговорам російська армія виграла два переходи при своєму скрутному відступі. У 1809 році Вінценгероде, знову перейшов в австрійські війська, був поранений у битві під Асперном, де картечна куля розтрощила йому ногу. У 1812 році він знову вступив на російську службу і під Смоленськом отримав під своє керівництво особливий загін, з яким прикривав петербурзький тракт. Коли французи вступили до Москви, зайняв Тверську дорогу і став вести партизанську війну. Фердінанд Вінцингероде вважається одним з перших партизанських начальників Вітчизняної війни. 19 серпня 1812 року він зробив наліт на Вітебськ, під час якого взяв 800 полонених. Коли Наполеон залишив з армією Москву, Вінцингероде вирушив до неї і 10 жовтня прибув зі своїм авангардом до Тверської застави. Тут, дізнавшись про даний маршалу Мортьє наказ підірвати Кремль, Вінцингероде вирушив до нього для ведення переговорів, але був узятий у полон і ледь не розстріляний Наполеоном. Тільки загрози імператора Олександра I врятували Вінценгероде від смерті. З полону він був звільнений партизанським загоном Чернишова. На початку 1813 року Вінцингероде командував кавалерійським загоном, а в битві при Лютцені — всією кіннотою союзників. Після перемир'я він брав участь у боях під Грос-Бареном, Денневіцем та Лейпцигом, а потім брав участь і в кампанії 1814 року.
Помер у 1818 році.

## Нагороди
- Орден Святого Георгія 3 ступеня.
- Орден Святого Георгія 2 ступеня.
- Орден Святого Олександра Невського.
- Орден святого Володимира 1 ступеня.
- Орден святої Анни 3 ступеня.
- Мальтійський орден (орден Св. Іоанна Єрусалимського).
- Шведський Військовий орден Меча.
- Золота шпага за хоробрість з алмазами.[2]